# قنديل أم هاشم (رواية)
قنديل أم هاشم هي رواية للكاتب الروائي يحيي حقي (1905 - 1992) تم إنتاجها سينمائياً في 4 نوفمبر 1968م بسيناريو لصبري موسي وإخراج كمال عطية و بطولة شكري سرحان.

## القصة
إسماعيل طالب، يعيش في حى السيدة زينب مع أمه وأبيه، ثم يسافر لاستكمال دراسة الطب في ألمانيا ، حيث يحتك بالحضارة الأوروبية وهناك يتعرف على فتاة ألمانية تعلمه كيف تكون الحياة ، ثم يعود إسماعيل ويعمل طبيبًا للعيون ويفتح عيادة في نفس الحى، السيدة زينب، يكتشف أن سبب زيادة مدة المرض عند مرضاه هو استخدامهم قطرات من زيت قنديل المسجد وعندما يكتشف أيضًا أن خطيبته تعالج بنفس الأسلوب يحطم قنديل المسجد، وينفض عنه مرضاه وأهله لاعتقادهم أنه يهاجم ويتحدى معتقداتهم الدينية. ولا يجد بدًا من عقد مصالحة بين العلم والمعتقدات فيعود لعلاج ابنة عمه فاطمة مستخدمًا الإيمان والعلم معًا. ويكتشف إسماعيل أنه من الأهمية اكتساب حب الناس وأسرته.

## الشخصيات
تتميزرواية قنديل أم هاشم بشخصيات تحمل أبعادًا رمزية ومعاني اجتماعية وثقافية تعكس التغيير والصراع بين التقاليد والحداثة. ومن أهم شخصيات الرواية:
- إسماعيل: بطل الرواية، شاب مصري يذهب إلى أوروبا لدراسة الطب ويتخصص في طب العيون. يواجه إسماعيل صراعًا بين ما تعلمه من علم وحداثة في الغرب وبين القيم والتقاليد التي نشأ عليها في بيئته الشعبية المصرية. يعود إلى مصر ويكتشف تأثير التقاليد الشعبية والمعتقدات على عائلته ومجتمعه.
- فاطمة: والدة إسماعيل، وهي شخصية متدينة وتؤمن بتأثير قنديل أم هاشم الذي يُعتقد أن له القدرة على الشفاء. تعكس فاطمة قوة التقاليد وتأثيرها العميق على المجتمع الشعبي، وهي على النقيض من تطلعات ابنها إسماعيل نحو العلم والعقلانية.
- صفية: ابنة عم إسماعيل والمريضة التي تكون عينيها بحاجة إلى علاج، وهي محور الصراع الداخلي الذي يعانيه إسماعيل بين تقاليده ومعرفته الطبية. يعالجها إسماعيل بطريقة علمية بعدما كان الناس يعتقدون أن قنديل أم هاشم هو الحل لمشكلتها.
- الحاج حنفي: والد إسماعيل، وهو أيضًا يمثل القيم التقليدية والدينية في المجتمع المصري. يؤمن بقداسة قنديل أم هاشم ويعارض التغييرات التي يأتي بها العلم الحديث.
- الشيخ علوان: شخصية ذات سلطة روحية في الحي، يحاول إسماعيل إقناعه بأهمية العلم والعلاج الحديث بدلاً من الاعتماد على الخرافات. الشيخ علوان يمثل التيار الديني التقليدي.

## وصلات خارجية
- قاعدة بيانات الأفلام العربية

1. ↑  قنديل أم هاشم نسخة محفوظة 30 يناير 2018 على موقع واي باك مشين.